# Gózd (gmina)
Gózd (do 1954 gmina Kuczki) – gmina wiejska w województwie mazowieckim, w powiecie radomskim. W latach 1975–1998 gmina położona była w województwie radomskim.
Siedzibą gminy jest Gózd.
Według danych z 30 czerwca 2004 gminę zamieszkiwało 7929 osób. Natomiast według danych z 31 grudnia 2019 roku gminę zamieszkiwało 8978 osób.

## Struktura powierzchni
Według danych z roku 2002 gmina Gózd ma obszar 77,76 km², w tym:
- użytki rolne: 86%
- użytki leśne: 8%

Gmina stanowi 5,08% powierzchni powiatu.

## Demografia

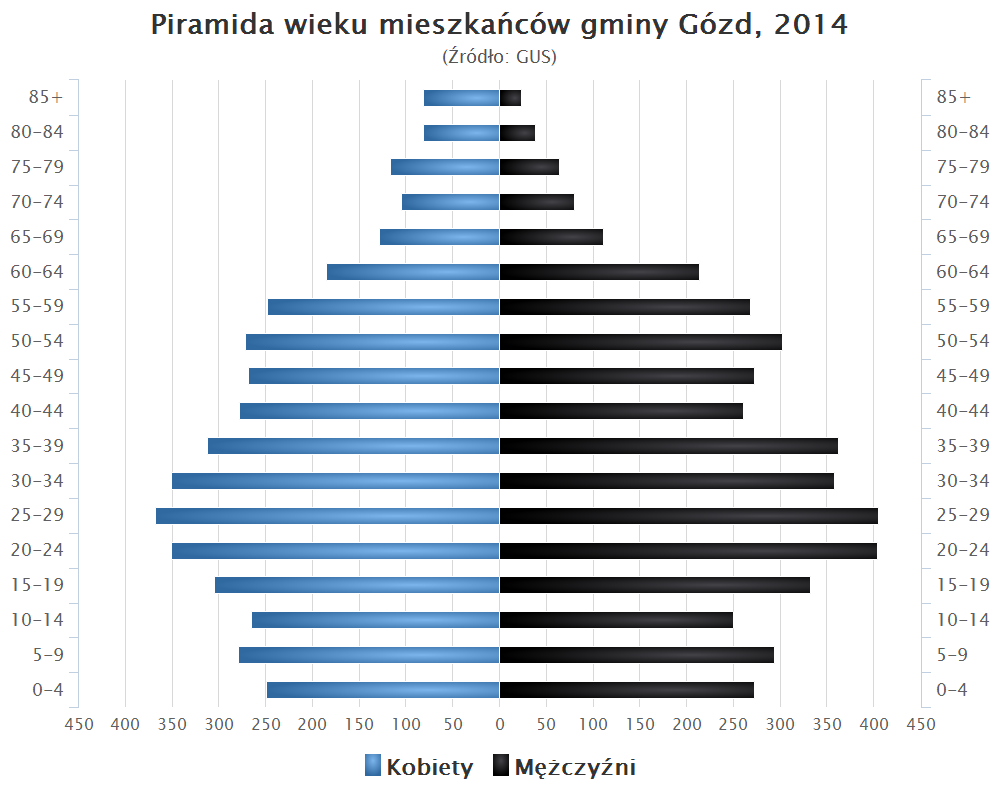
Piramida wieku mieszkańców gminy Gózd w 2014 roku

Dane z 30 czerwca 2004:
| Opis                              | Ogółem | Ogółem | Kobiety | Kobiety | Mężczyźni | Mężczyźni |
| --------------------------------- | ------ | ------ | ------- | ------- | --------- | --------- |
| jednostka                         | osób   | %      | osób    | %       | osób      | %         |
| populacja                         | 7929   | 100    | 3975    | 50,1    | 3954      | 49,9      |
| gęstość zaludnienia (mieszk./km²) | 102    | 102    | 51,1    | 51,1    | 50,8      | 50,8      |

## Sołectwa
Budy Niemianowskie, Czarny Lasek, Drożanki, Grzmucin, Gózd, Karszówka, Kiedrzyn, Klwatka Królewska, Kuczki-Kolonia, Kuczki-Wieś, Kłonów, Kłonówek-Wieś, Kłonówek-Kolonia, Lipiny, Małęczyn (2 sołectwa), Niemianowice, Piskornica, Podgóra, Wojsławice

## Sąsiednie gminy
Jedlnia-Letnisko, Pionki, Radom, Skaryszew, Tczów, Zwoleń